# NGC 4509
NGC 4509 (другие обозначения — UGC 7704, IRAS12306+3222, MCG 5-30-18, ZWG 159.15, MK 773, KUG 1230+323, PGC 41660) — галактика в созвездии Гончих Псов.
Является голубой компактной галактикой, спектроскопическое исследование показало, что NGC 4509 — типичный пример этого класса. В ней наблюдается три ярких пятна, все они — области H II, ярчайшая из них — крупная область H II с высоким темпом звездообразования и более молодая, чем оставшиеся две. В остальной галактике также везде происходит звездообразование.
Этот объект входит в число перечисленных в оригинальной редакции «Нового общего каталога».